# Suzanne Morrow
Suzanne Morrow, també coneguda amb el nom de Suzanna Morrow-Francis o Suzanne Morrow Francis (Toronto, 14 de desembre de 1930 - 11 de juny de 2006), fou una patinadora artística sobre gel canadenca.

## Biografia
Va néixer el 14 de desembre de 1930 a la ciutat de Toronto. Va morir a la seva residència l'11 de juny de 2006. En finalitzar la seva carrera esportiva es llicencià en veterinària l'any 1952.

## Carrera esportiva
Va participar en les dues proves de patinatge en els Jocs Olímpics d'Hivern de 1948 realitzats a Sankt Moritz (Suïssa), on aconseguí la medalla de bronze en la prova mixta per parelles, formant parella amb Wallace Diestelmeyer, i finalitzà catorzena en la competició individual. En els Jocs Olímpics d'Hivern de 1952 realitzats a Oslo (Noruega) finalitzà sisena en la prova individual femenina.
En finalitzar la seva carrera activa es convertí en jutge de patinatge, esdenvenint la primera dona a realitzar el Jurament Olímpic per part dels jutges en els Jocs Olímpics d'Hivern de 1988.
Al llarg de la seva carrera aconseguí guanyar de forma individual tres vegades el Campionat Nacional de patinatge entre els anys 1949 i 1951, fou segona l'any 1951 en el Campionat de Nord-amèrica i en el Campionat del Món de patinatge artístic fou quarta les edicions de 1950, 1951 i 1952, i cinquena el 1953. En categoria mixta per parelles, fent sempre parella amb Wallace Diestelmeyer, aconseguí la medalla de bronze en el Campionat del Món l'any 1948 a Davos, foren dues vegades campions nacionals (1947-1948) i una vegada campions de Nord Amèrica (1947).